# 美国社会党 (1973年)
美利坚合众国社会党（英語：Socialist Party of the United States of America，缩写为SPUSA），通称美国社会党（Socialist Party USA）或社会党（Socialist Party），是美国的一个左翼政党。该党成立于1973年5月30日，由原美国社会党（Socialist Party of America）的左翼建立。该党的总部位于纽约。